# Flaxieu
Flaxieu est une commune française située dans le département de l'Ain, en région Auvergne-Rhône-Alpes.
Les habitants de Flaxieu s'appellent les Flaxiolans.

## Géographie
Flaxieu est un village de l'Ain situé dans la zone d'appellation contrôlée des vins du Bugey, entre le Valromey et les marais de Lavours, zone humidifère et partiellement réserve naturelle. Il se trouve à 285 m d'altitude sur l'anticlinal Saint-Martin-de-Bavel - Saint-Champ - Chatonod. Constitué d'un chef-lieu et de son faubourg, le village est traversé par la route D 69c.

### Climat
Pour des articles plus généraux, voir Climat d'Auvergne-Rhône-Alpes et Climat de l'Ain.
En 2010, le climat de la commune est de type climat des marges montargnardes, selon une étude du CNRS s'appuyant sur une série de données couvrant la période 1971-2000. En 2020, Météo-France publie une typologie des climats de la France métropolitaine dans laquelle la commune est exposée à un climat de montagne ou de marges de montagne et est dans la région climatique Alpes du nord, caractérisée par une pluviométrie annuelle de 1 200 à 1 500 mm, irrégulièrement répartie en été.
Pour la période 1971-2000, la température annuelle moyenne est de 11,2 °C, avec une amplitude thermique annuelle de 18,5 °C. Le cumul annuel moyen de précipitations est de 1 167 mm, avec 10,5 jours de précipitations en janvier et 7,9 jours en juillet. Pour la période 1991-2020, la température moyenne annuelle observée sur la station météorologique de Météo-France la plus proche, « Belley Man », sur la commune de Belley à 7 km à vol d'oiseau, est de 12,1 °C et le cumul annuel moyen de précipitations est de 1 099,8 mm,. Pour l'avenir, les paramètres climatiques de la commune estimés pour 2050 selon différents scénarios d'émission de gaz à effet de serre sont consultables sur un site dédié publié par Météo-France en novembre 2022.

## Urbanisme

### Typologie
Au 1er janvier 2024, Flaxieu est catégorisée commune rurale à habitat dispersé, selon la nouvelle grille communale de densité à 7 niveaux définie par l'Insee en 2022.
Elle est située hors unité urbaine. Par ailleurs la commune fait partie de l'aire d'attraction de Belley, dont elle est une commune de la couronne,. Cette aire, qui regroupe 31 communes, est catégorisée dans les aires de moins de 50 000 habitants,.

### Occupation des sols
L'occupation des sols de la commune, telle qu'elle ressort de la base de données européenne d’occupation biophysique des sols Corine Land Cover (CLC), est marquée par l'importance des zones humides (42,8 % en 2018), en diminution par rapport à 1990 (43,8 %). La répartition détaillée en 2018 est la suivante : 
zones humides intérieures (42,8 %), zones agricoles hétérogènes (25,9 %), forêts (16,2 %), cultures permanentes (8,3 %), terres arables (6,7 %).
L'évolution de l’occupation des sols de la commune et de ses infrastructures peut être observée sur les différentes représentations cartographiques du territoire : la carte de Cassini (XVIIIe siècle), la carte d'état-major (1820-1866) et les cartes ou photos aériennes de l'IGN pour la période actuelle (1950 à aujourd'hui).

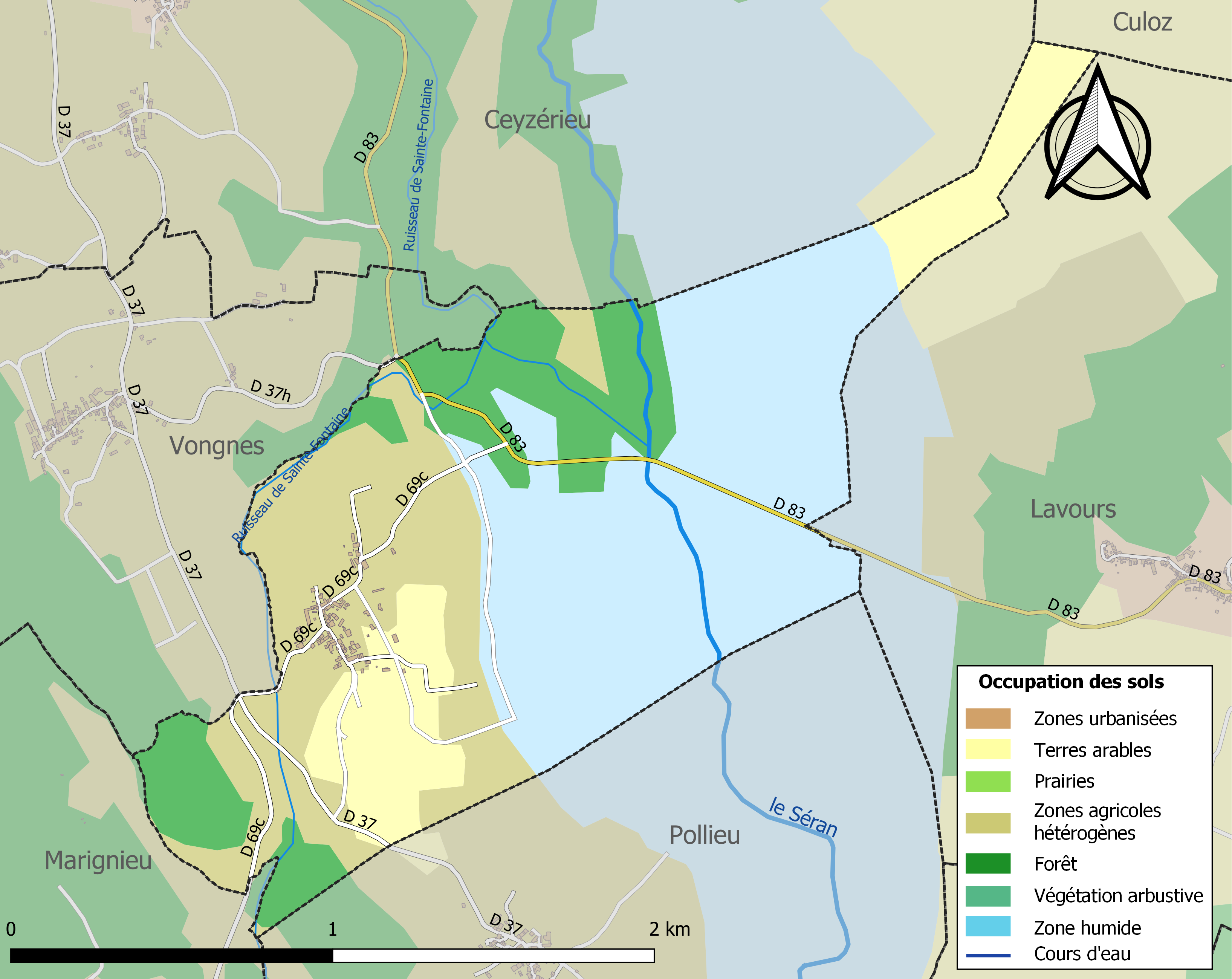
Carte des infrastructures et de l'occupation des sols de la commune en 2018 (CLC).

## Histoire
Le village de Flaxieu a vraisemblablement son origine au début de notre ère dans un fond romain appartenant à un certain Flaccus. Au fil du temps la graphie a évolué comme suit Flaccus, Villa de Flassiaco, locus Flaxiaci (1136), Flaceu et Flaceou (1346), Flaciacus (1429), Flaxiacus (1495), Flaccieu et Flaxieu (1650), Flaxieux (1690) et Flaxieu  (1790)).
Détenu dès 1136 par des gentilshommes qui en portaient le nom, il fut cédé dans la deuxième moitié du XIVe siècle à la famille de Montfalcon, qui le gardera 270 ans. Cette famille très puissante, vraisemblablement originaire du château de Montfalcon près d'Albens en Savoie, est citée dès le Xe siècle.
La fin du XVe siècle, grâce au plus illustre représentant de cette famille, Aymon de Montfalcon, fut décisive pour la communauté, tant du point de vue civil que religieux. Il fut avec son frère Hugonin, à l'origine de l'église gothique du village, l'église Saint-Maurice et de la restauration de l'oratoire de la Sainte-Fontaine daté de l'époque gallo-romaine. Ces deux édifices, inscrits à l'inventaire des monuments historiques, comportent armoiries et inscriptions à la gloire de la maison de Montfalcon.
Le dernier du nom Claude Roland de Montfalcon, marié deux fois, la première avec Claudine de Vignod et la deuxième fois avec Jeanne de Moyria, n'eut pas de descendance. Il mourut à Flaxieu le 11 mars 1633, en ayant institué son épouse héritière universelle. Jeanne, baronne de Flaxieu décède le 22 septembre 1641, et elle a institué son neveu Claude Marin de Moyria comme héritier universel. À la suite d'un procès avec Claude de Clermont Mont Saint Jean, époux de Anne de Montfalcon, il dut rendre la baronnie de Flaxieu.
Le fief fut ensuite attribué à la famille Clermont de Mont-Saint-Jean dès 1650, mais celle-ci en fut dépossédée en 1791.
Le château de Flaxieu, bâti par les Montfalcon vers 1370, demeure prestigieuse du Bugey, fut détruit pendant la Révolution, selon la tradition orale par les gens d'Aignoz, lassés des corvées humiliantes que le seigneur leur imposait. Il fut chef-lieu de baronnie en 1496.
Le four banal du village, probablement très ancien, fut restauré en 1929. Il est chaque année utilisé pour la fête du village, qui a lieu le dernier week-end du mois de juin.

## Politique et administration

### Découpage territorial
La commune de Flaxieu est membre de la communauté de communes Bugey Sud, un établissement public de coopération intercommunale (EPCI) à fiscalité propre créé le 1er janvier 2014 dont le siège est à Belley. Ce dernier est par ailleurs membre d'autres groupements intercommunaux.
Sur le plan administratif, elle est rattachée à l'arrondissement de Belley, au département de l'Ain et à la région Auvergne-Rhône-Alpes. Sur le plan électoral, elle dépend du  canton de Belley pour l'élection des conseillers départementaux, depuis le redécoupage cantonal de 2014 entré en vigueur en 2015, et de la cinquième circonscription de l'Ain  pour les élections législatives, depuis le dernier découpage électoral de 2010.

### Administration municipale

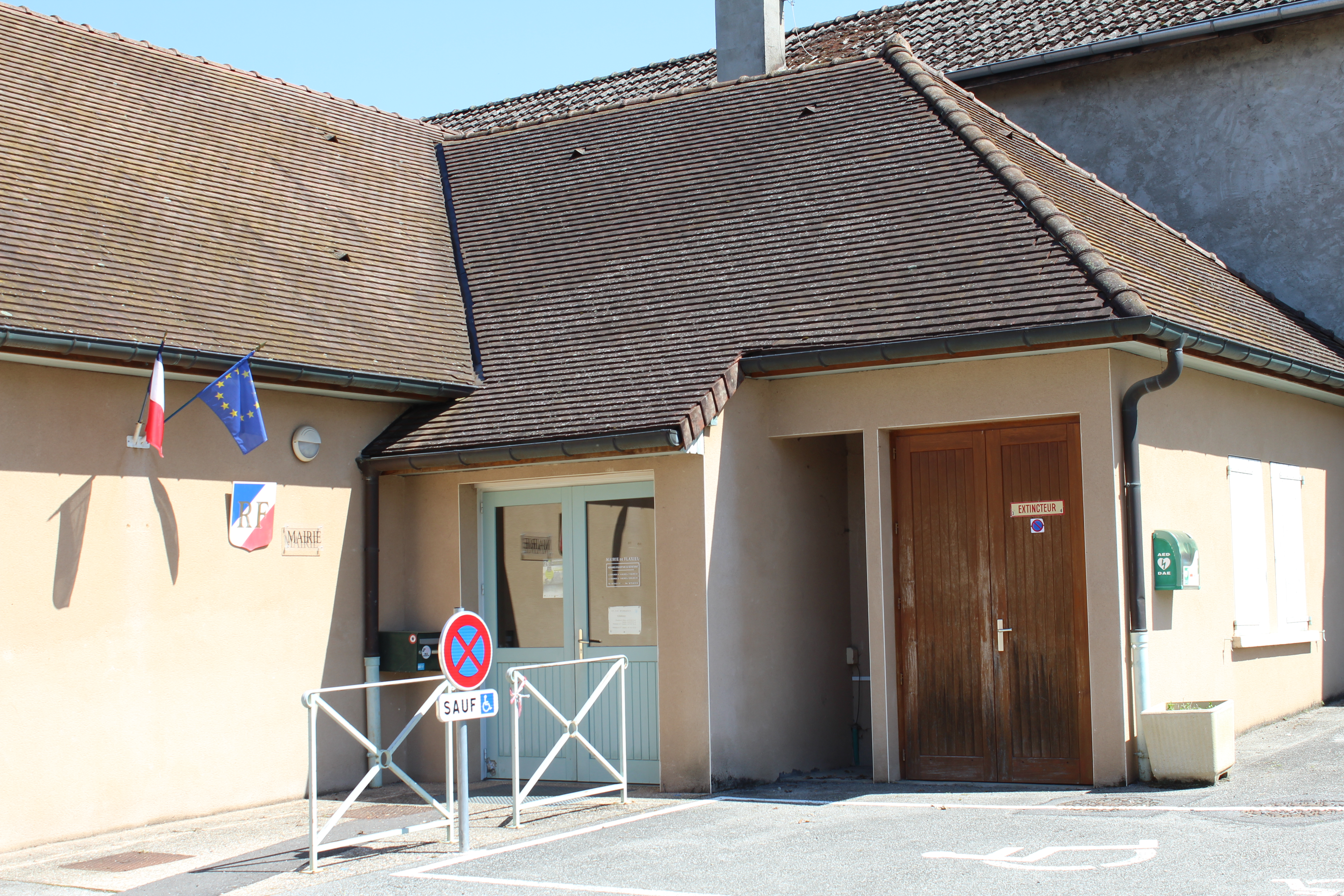
Mairie.

Le nombre d'habitants de la commune étant inférieur à 100, le nombre de membres du conseil municipal est de 7.

#### Liste des maires
| Période | Période  | Identité                 | Étiquette | Qualité                                  |
| ------- | -------- | ------------------------ | --------- | ---------------------------------------- |
| 1946    | 1977     | Anthelme Robert Guilland |           |                                          |
| 1977    | 2008     | Jean-Claude Guilland     |           |                                          |
| 2008    | En cours | Serge Bal                | SE        | Retraité de l'enseignement Réélu en 2014 |

## Démographie
L'évolution du nombre d'habitants est connue à travers les recensements de la population effectués dans la commune depuis 1793. Pour les communes de moins de 10 000 habitants, une enquête de recensement portant sur toute la population est réalisée tous les cinq ans, les populations de référence des années intermédiaires étant quant à elles estimées par interpolation ou extrapolation. Pour la commune, le premier recensement exhaustif entrant dans le cadre du nouveau dispositif a été réalisé en 2004.
En 2022, la commune comptait 64 habitants, en évolution de −7,25 % par rapport à 2016 (Ain : +5,15 %, France hors Mayotte : +2,11 %).
| 1793 | 1800 | 1806 | 1821 | 1831 | 1836 | 1841 | 1846 | 1851 |
| ---- | ---- | ---- | ---- | ---- | ---- | ---- | ---- | ---- |
| 84   | 108  | 115  | 129  | 134  | 135  | 139  | 145  | 139  |

| 1856 | 1861 | 1866 | 1872 | 1876 | 1881 | 1886 | 1891 | 1896 |
| ---- | ---- | ---- | ---- | ---- | ---- | ---- | ---- | ---- |
| 131  | 133  | 128  | 129  | 121  | 131  | 130  | 127  | 115  |

| 1901 | 1906 | 1911 | 1921 | 1926 | 1931 | 1936 | 1946 | 1954 |
| ---- | ---- | ---- | ---- | ---- | ---- | ---- | ---- | ---- |
| 112  | 100  | 94   | 88   | 79   | 70   | 74   | 59   | 68   |

| 1962 | 1968 | 1975 | 1982 | 1990 | 1999 | 2004 | 2006 | 2009 |
| ---- | ---- | ---- | ---- | ---- | ---- | ---- | ---- | ---- |
| 72   | 67   | 47   | 49   | 53   | 50   | 51   | 52   | 60   |

| 2014 | 2019 | 2022 | - | - | - | - | - | - |
| ---- | ---- | ---- | - | - | - | - | - | - |
| 65   | 65   | 64   | - | - | - | - | - | - |

## Lieux et monuments

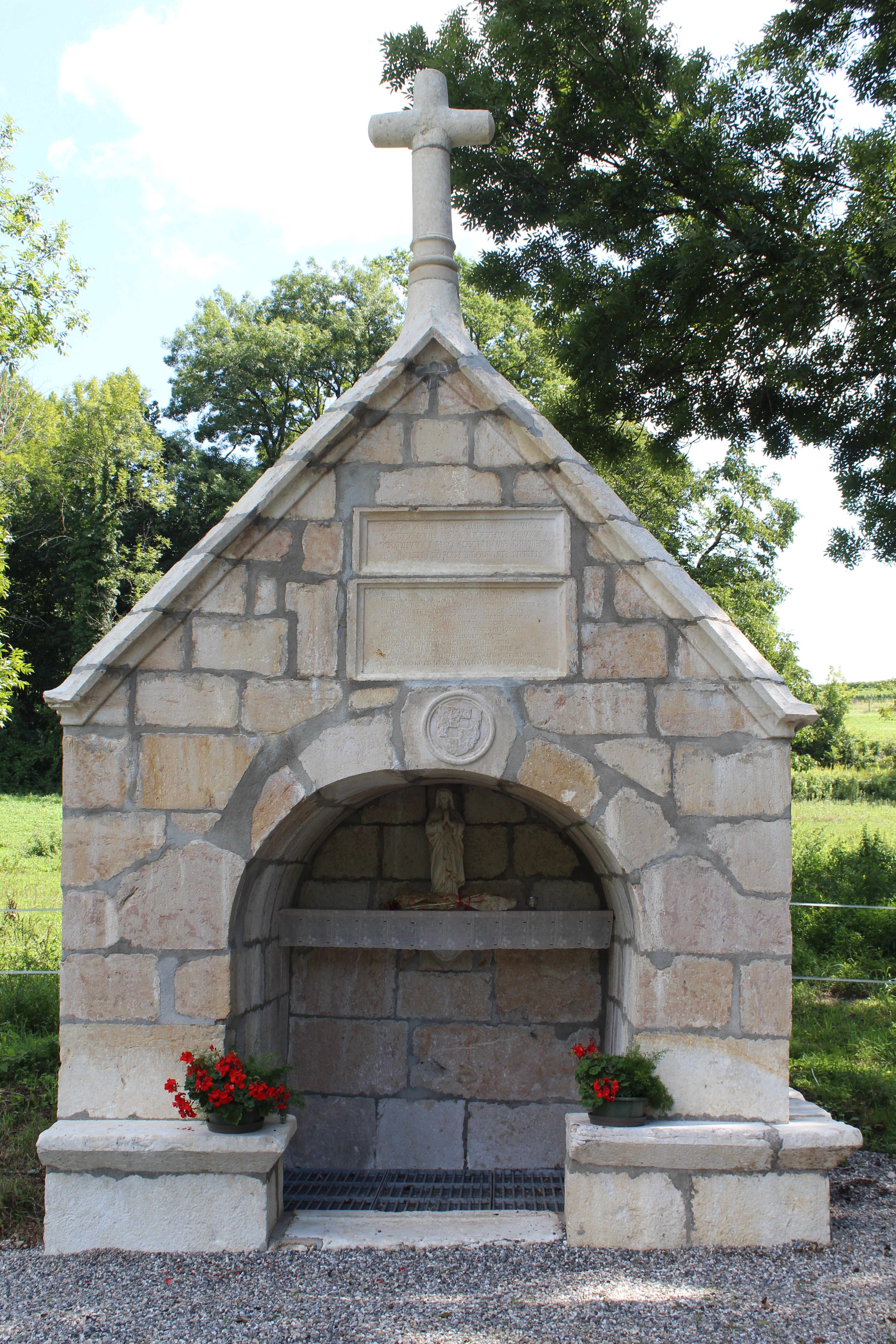
Oratoire de la Sainte-Fontaine.

- Église Saint-Maurice inscrite au titre des monuments historiques depuis 1969[22].
- Oratoire de la Sainte-Fontaine inscrit au titre des monuments historiques depuis 1926[23].
- Ruines du château fondé par les Montfalcon vers 1370 ? et détruit pendant la Révolution. Il fut le chef-lieu d'une baronnie érigée par les ducs de Savoie en 1496[24].

## Personnalités liées à la commune
- Aymon de Montfalcon, (natif, 1443-1517), dignitaire ecclésiastique, diplomate et poète.